# 埃布罗堡
埃布罗堡是西班牙阿拉贡自治区萨拉戈萨省的一个市镇。 总面积10平方公里，总人口295人（2001年），人口密度30人/平方公里。